# Jean-Charles-Léonard Simonde de Sismondi
Jean Charles Leonard Simonde de Sismondi (Ginebra, 9 de mayo de 1773-25 de junio de 1842) fue un escritor, economista e historiador suizo.

## Biografía
Los Sismondi eran una familia de la alta burguesía ginebrina y se preocuparon de educar a su hijo excelentemente con el deseo de que alcanzase un alto puesto. Lo ubicaron en un banco de Lyon; y vuelto a Ginebra, a causa de los desórdenes de la Revolución francesa, en 1793 dejó la ciudad y viajó a Inglaterra, donde estuvo dieciocho meses asimilando la lengua, la historia y las costumbres del país. Tras un breve retorno a Ginebra en 1794, donde sintió el Terror jacobino, partió hacia la Toscana, tierra de sus abuelos (los Sismondi eran una antigua y noble familia de Pisa y los recuerda Dante Alighieri en su Divina comedia, y en el XVI abrazaron la Reforma protestante y emigraron primero a Francia y después a Suiza). En Pescia adquirió la Villa de Valchiusa con su aneja factoría sobre una colina, y se dedicó a la agricultura.
En Toscana se sintió inclinado a participar en la vida económica y social y publicó a su retorno a Ginebra un Tableau de l'agriculture toscane (1801). En particular se mostró interesado en la técnica de cultivo de las Valdinievole. Fue nombrado secretario del Consejo del Comercio, de las Artes y de la Agricultura del departamento del Leman, y después secretario de la Cámara de comercio del Leman. Al surgir en el escenario europeo, se declaró contrario a Napoleón y fue en la oposición a él como conoció a Madame de Staël. Frecuentó su salón en el castillo de Coppet, no lejos de Ginebra, donde se elaboró la nueva ideología del Romanticismo. Llegó a ser un ferviente y fiel admirador de la Staël y la siguió a Italia (1804-1805), a Austria y a Alemania (1808-1810). En 1813 visitó por vez primera París y estuvo por un tiempo mezclándose con la sociedad literaria de su tiempo. 
Transformado en un liberal si en su juventud fue un anglófilo, no saludó la caída del Imperio. Era consciente de las bondades del buen gobierno napoleónico y tuvo un encuentro con el mismo emperador que alcanzó cierta relevancia en su ya intensa vida. Después de la desastrosa batalla de Waterloo volvió a Suiza, pero, aunque el clima pólítico le era favorable en Ginebra, a principios de 1816 decidió volver a su villa de Valchiusa en Pescia, donde vivía su hermana Sara, casada con un gentilhombre pesciatino, Anton Cosimo Forti, junto a su madre. El 15 de abril de 1819 se casó él mismo, con la condesa de Stafford Jessie Allen, con la cual no tuvo descendientes.
Marx y Engels lo consideraron en su Manifiesto Comunista el "representante más caracterizado" del "socialismo pequeñoburgués"

## Obra

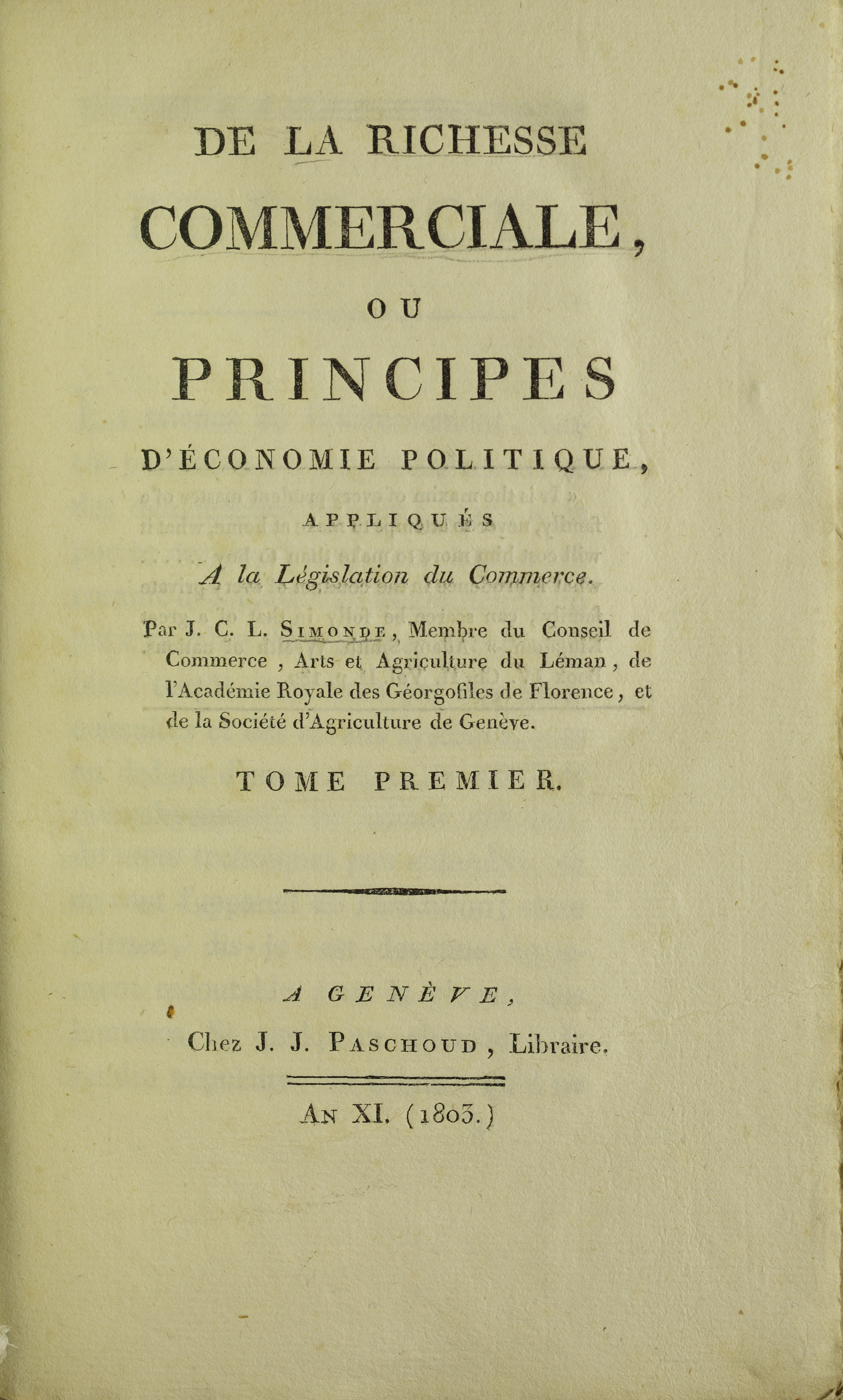
De la richesse commerciale, 1803

En 1803 publicó su Tratado sobre la riqueza comercial, su primer trabajo en este campo; el tema le interesó siempre a lo largo de su vida. En 1807 apareció el primer volumen de la Historia de las repúblicas marineras, que lo hizo famoso entre los hombres de letras de toda Europa, pero por sus méritos como experto en Economía política le ofrecieron el puesto de profesor en Rusia. Completó su obra en dieciséis volúmenes en los ratos libres a lo largo de once años. Finalizada esta obra, se encomendó otra aún más ambiciosa, la monumental Histoire des Français, de la que publicó veintinueve volúmenes en los siguientes veintitrés años. En su primer libro seguía la teoría de Adam Smith, pero en trabajos sucesivos como Nouveaux Principes d'économie politique (1819) insistió principalmente sobre el hecho de que las ciencias económicas se preocupan de hacer crecer la riqueza, pero demasiado poco de hacer crecer el bienestar social y por ende la felicidad. En el campo de las ciencias económicas su mayor contribución fue probablemente el descubrimiento de los ciclos económicos.
Al contrario que otros pensadores de su tiempo (Jean-Baptiste Say y David Ricardo) Sismondi atacó la idea de que el equilibrio económico llevaba al pleno empleo y a la felicidad. No fue un socialista, sino un crítico del laissez faire y un prescriptor de la necesidad de la intervención gubernativa «para regular el progreso del bienestar» y en ese sentido fue un precursor de la Escuela historicista alemana de economía. Fue el primero en criticar duramente la economía liberal en lo que respecta a la justicia social y a las crisis. Tuvo el mérito de inventar muchos de los términos económicos usados hoy en día tales como: acumulación capitalista, sobreproducción o salario mínimo.
Su análisis se basa en las deficiencias del sistema de libre competencia. Este no genera el bienestar general, sino más bien una concentración de riquezas que polariza a la población entre los pocos que acumulan la riqueza y las mayorías que son desposeídas de esta. Esta consecuencia provoca además sobreproducción y crisis debido al desequilibrio entre la cantidad de asalariados y los capitalistas. No existe una demanda adecuada que pueda absorber la oferta. Además teoriza la imposibilidad de los productores de medir las necesidades del mercado.
Previó la proletarización de la población y la miseria de la clase obrera del siglo XIX. Sin embargo, sus soluciones no eran muy aplicables ya que preconizaba un regreso a la producción a pequeña escala.
Marx citó varias veces a este autor y su obra estaba en su biblioteca personal, pero junto a Lenin lo calificaron de «socialista romántico» debido a sus sugerencias. Aunque se podría decir que es el primero en hablar de la necesidad de una seguridad para el trabajador, por enfermedad, envejecimiento y accidentes. Hasta habló de protección contra el desempleo.
Entre sus obras menores figuran Literatura del sur de Europa (1813), una novela histórica titulada Julia Severa en el año 492 (1822), Historia del renacimiento de la libertad en Italia (1832), Historia de la caída del Imperio romano (1822) y Precisiones sobre la Historia de los franceses, una edición reducida de su monumental Historia de los franceses (1839), y otros diversos opúsculos, principalmente panfletos políticos. Los diarios de Sismondi y su correspondencia con William Ellery Channing, con la condesa de Albany y otros han sido publicados por la señorita Mongolfier (París, 1843) y el señor de Saint-René Taillandier (París, 1863).